# 泥鳅
泥鳅中文學名為真泥鰍，又稱為土鰍、雨溜、胡溜、白肚仔，為輻鰭魚綱鯉形目鰍科花鰍亞科的一種，因身體滑，難以捕捉，所以又稱為「鰗鰡」。
鰗鰡也用於形容小孩頑皮，溜的很快。

## 分布
本魚分布於緬甸與含朝鮮、日本、中國在内的東北亞溝渠、池塘、稻田等水體。在中國分布於遼河到雲南的東部水域，包括四川、湖北、湖南、重慶，也存在於香港，台灣等地的湖泊、水庫、溝渠、池塘和稻田等水體，主要棲息於江河湖泊。該物種的模式產地在浙江舟山。

## 特徵
本魚體極修長，體側扁或略帶筒狀沿長，體色為斑駁的金褐色，帶有黑色斑點，背鰭1枚，約與背部同等大小；臀鰭短；位於背鰭之後，尾鰭後緣圓形，尾柄末端上方有一斑點，背鰭軟條9枚，臀鰭有軟條7枚。具有10個觸鬚，體長可達28公分。

## 生態
本魚棲息在河、湖泊、池塘和水田中，性情溫和，屬雜食性，以蠕蟲、小型甲殼動物、昆蟲等為食；可生活在溫度 2 與 30℃ 之間，最適水溫為 15-30℃, 在低於 5℃ 以下或高於 30℃ 以上時，會潛入泥層中休眠；泥鰍可用鰓、腸和皮膚呼吸，水中氧氣不足時，能直接呼吸水面上的空氣；在氣壓低時，牠會變得十分活躍。

## 經濟利用
可作為食用魚、餌釣魚及觀賞魚，本種亦被引進至不少地方（如夏威夷），並有報告指引入後造成不利的生態衝擊。其肉質細嫩且富含營養，是一種高營養價值的魚類。

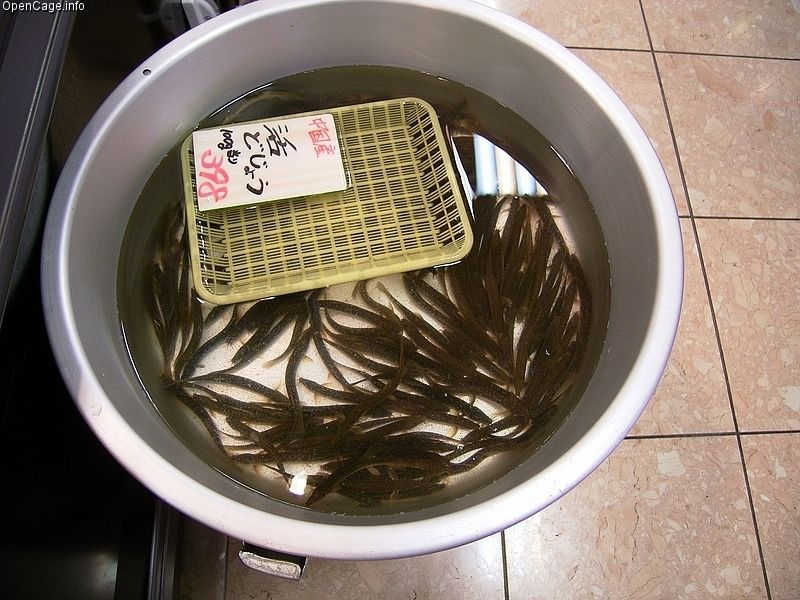
日本超市销售的从中国进口的泥鳅

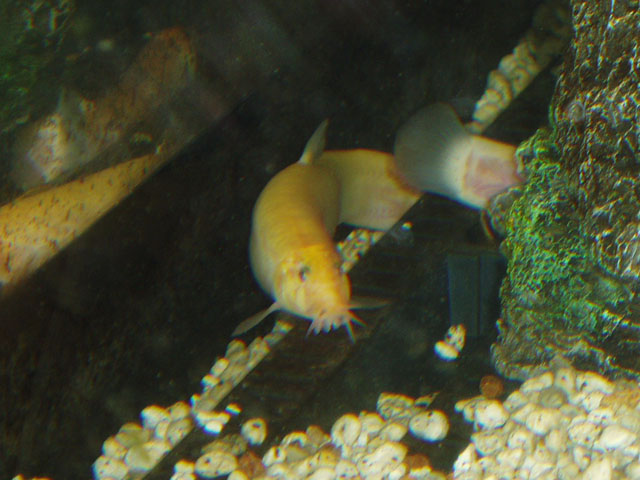
橘黄色泥鳅

## 疾病
泥鰍容易感染的疾病可分為細菌性疾病、寄生蟲疾病等。
細菌性疾病：感染不同細菌 (如柱狀屈撓桿菌 Flexibacter columnaris、產氣單胞菌 Aeromonas hydrophila 或愛德華氏菌 Edwerdsiella anguillimortiferum 等) 所造成的疾病，包含爛鰓/爛尾病、赤鰭病、赤點病、潰瘍病、開穴病等。
寄生蟲疾病：感染病原蟲 (如複殖吸蟲類等) 所造成的疾病，包含黃疱病、黑點病、針蟲病、水黴病等。
其他疾病：因缺乏維他命或水中氣體含量過高時所產生的疾病，包含曲骨病、氣泡病等。

## 延伸閱讀
維基物種上的相關：泥鳅